# Fulla (Puppe)
Fulla (arabische Jasminblüte) ist eine Spielzeugpuppe und das arabische Gegenstück der US-amerikanischen Barbie.
Sie wurde im November 2003 von dem syrischen Unternehmen NewBoy Design Studio (Damaskus) auf den Markt gebracht, wird in China gefertigt und entwickelt sich seither zum Verkaufsschlager in der islamisch geprägten Welt. Zum Renner wurde die züchtige Schwester der üppigen US-Blondine, als Barbie von Saudi-Arabien wegen „wenig bedeckender Kleider und beschämender Posen“ aus den Spielzeugläden verbannt worden war.
Fulla hat fast die gleichen Körpermaße wie ihr Vorbild Barbie, jedoch weniger Oberweite. Sie trägt lange Röcke und langärmelige Blusen „für zuhause“ und „für den Ausgang“ eine schwarze Abaya, einen langen Mantel mit Kopftuch. Das ursprünglich extrem konservative Kleidersortiment wurde für den moderneren Markt in Ägypten und Jordanien aufgepeppt: Inzwischen gibt es Fulla-Varianten mit Handtasche, Parfüm und ähnlichen Accessoires. Zusätzlich kann ein
pinkfarbener Gebetsteppich erworben werden. Die syrischen Erfinder haben Fulla mittlerweile mit massiv eingesetzter Werbung zu einer allumfassenden Marke entwickelt und Malbücher, Aufkleber, Plastikbecher, Badelatschen und ein Fulla-Kartenspiel auf den Markt gebracht, auch wenn das Kartenspiel an sich strengen islamischen Wertvorstellungen entgegensteht. Sogar Fulla-Cornflakes, ein Fulla-Eis in Form einer Jasminblüte und ein rosa-grünes Fulla-Fahrrad sind im Angebot.